# Vanuatu en los Juegos Olímpicos de Pekín 2008
Vanuatu estuvo representado en los Juegos Olímpicos de Pekín 2008 por tres deportistas, un hombre y dos mujeres, que compitieron en dos deportes.
La portadora de la bandera en la ceremonia de apertura fue la jugadora de tenis de mesa Priscila Tommy. El equipo olímpico vanuatuense no obtuvo ninguna medalla en estos Juegos.